# 压缩干粮

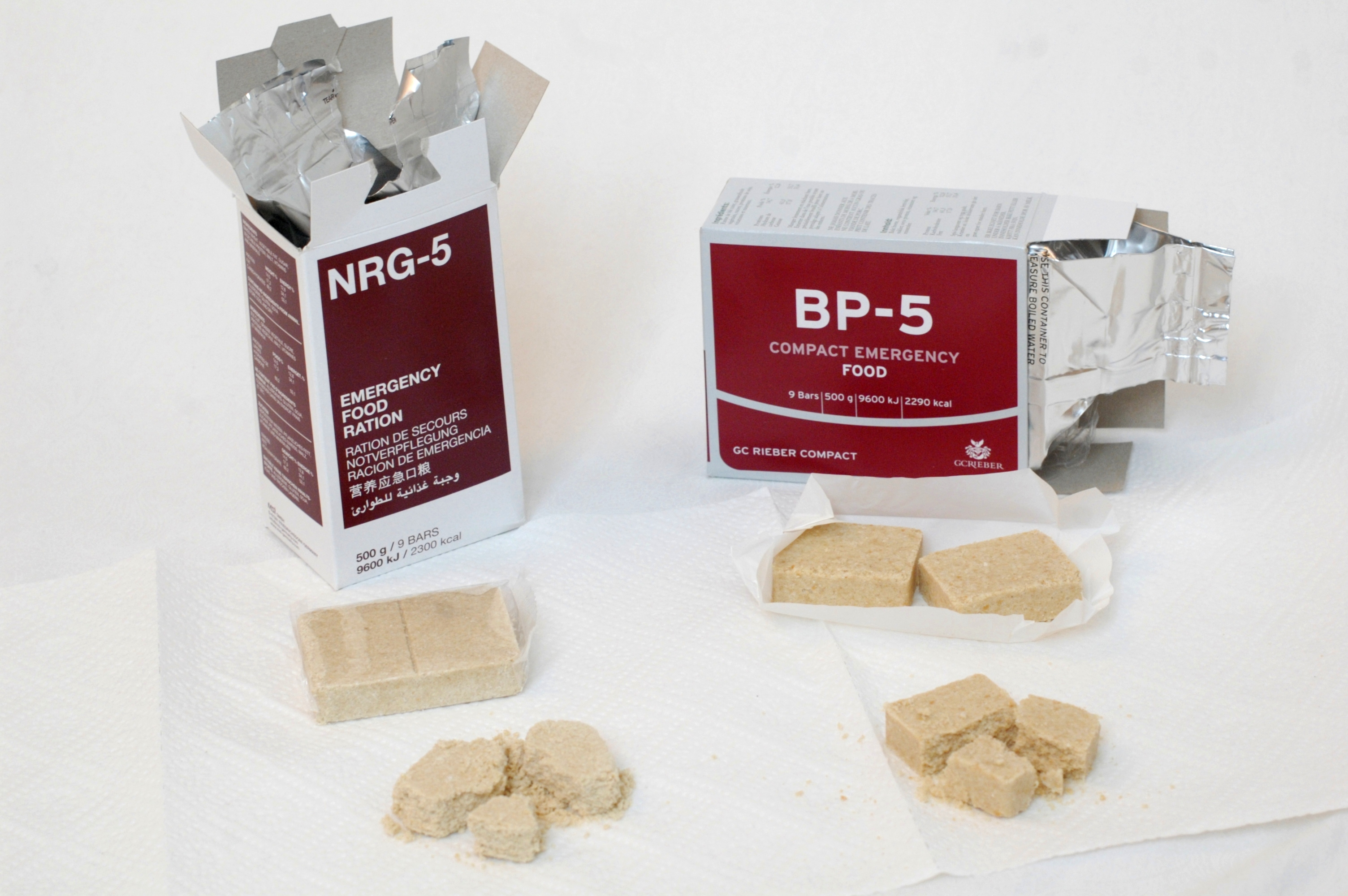
BP-5和NRG-5，两种赈灾用压缩干粮。

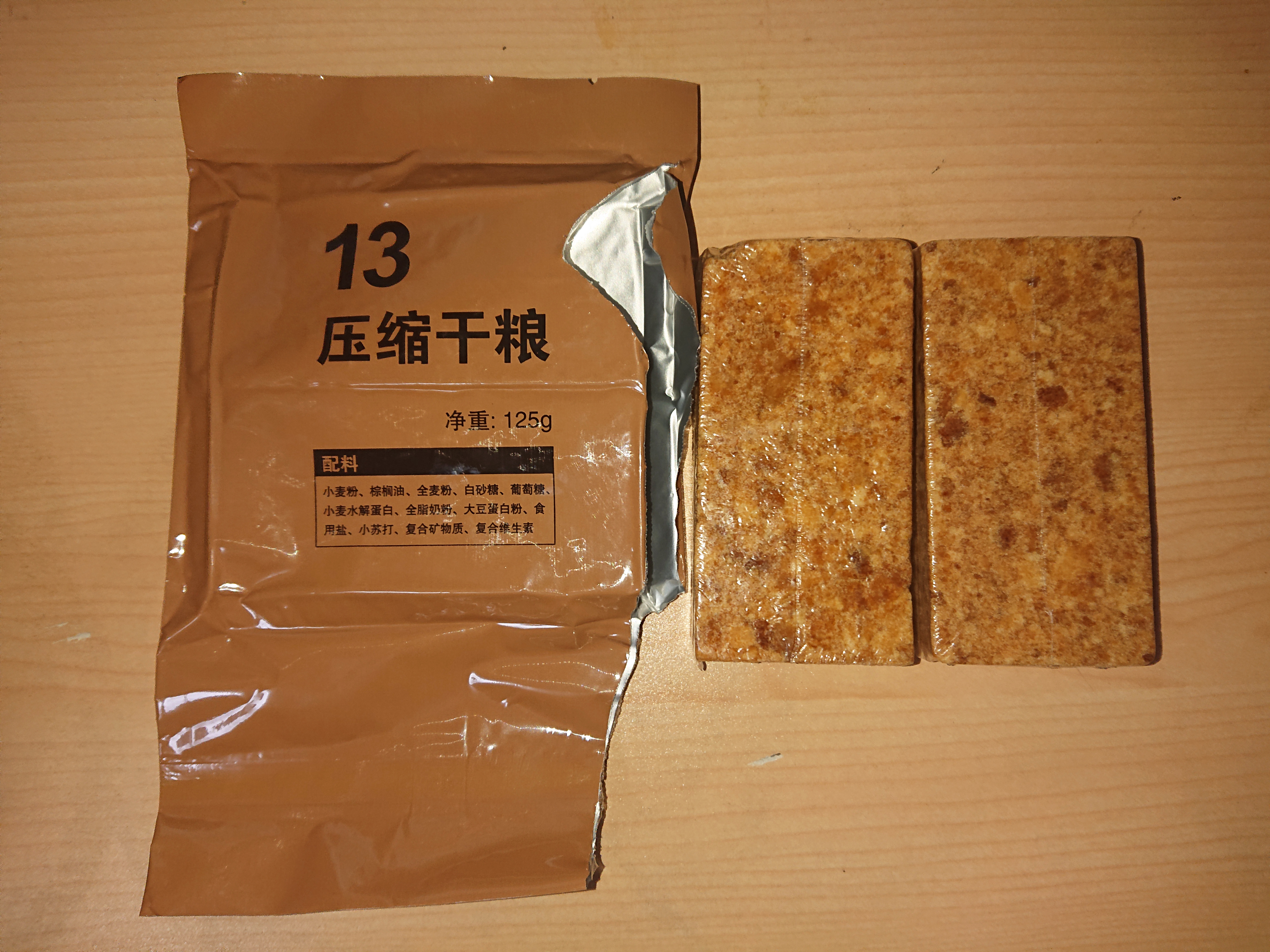
一袋中国人民解放军13压缩干粮

压缩干粮，不甚准确的别称有压缩食品、高能饼干、压缩饼干，是一种条状、由谷物粉作为主要原料的应急食品。压缩干粮由传统的航海压缩饼干发展而成，同样具有保质期长、能量密度高等特点，但干吃性能更佳。和压缩饼干一样，压缩干粮可以直接食用，也可以泡水成糊。
压缩干粮按照用途，大致可以分为短期应急用食品和赈灾用营养食品。前者各国海事部门定义的标准为代表，强调食不干口，节省饮用水。后者以世界粮食计划署和美国国际开发署等的标准为代表，强调营养均衡，对蛋白质、维生素、矿物质进行营养强化。
中国人民解放军军用食品中的压缩干粮原本只注重饱腹，但自本世纪初也对营养、口味开始重视。